# Max Stahr

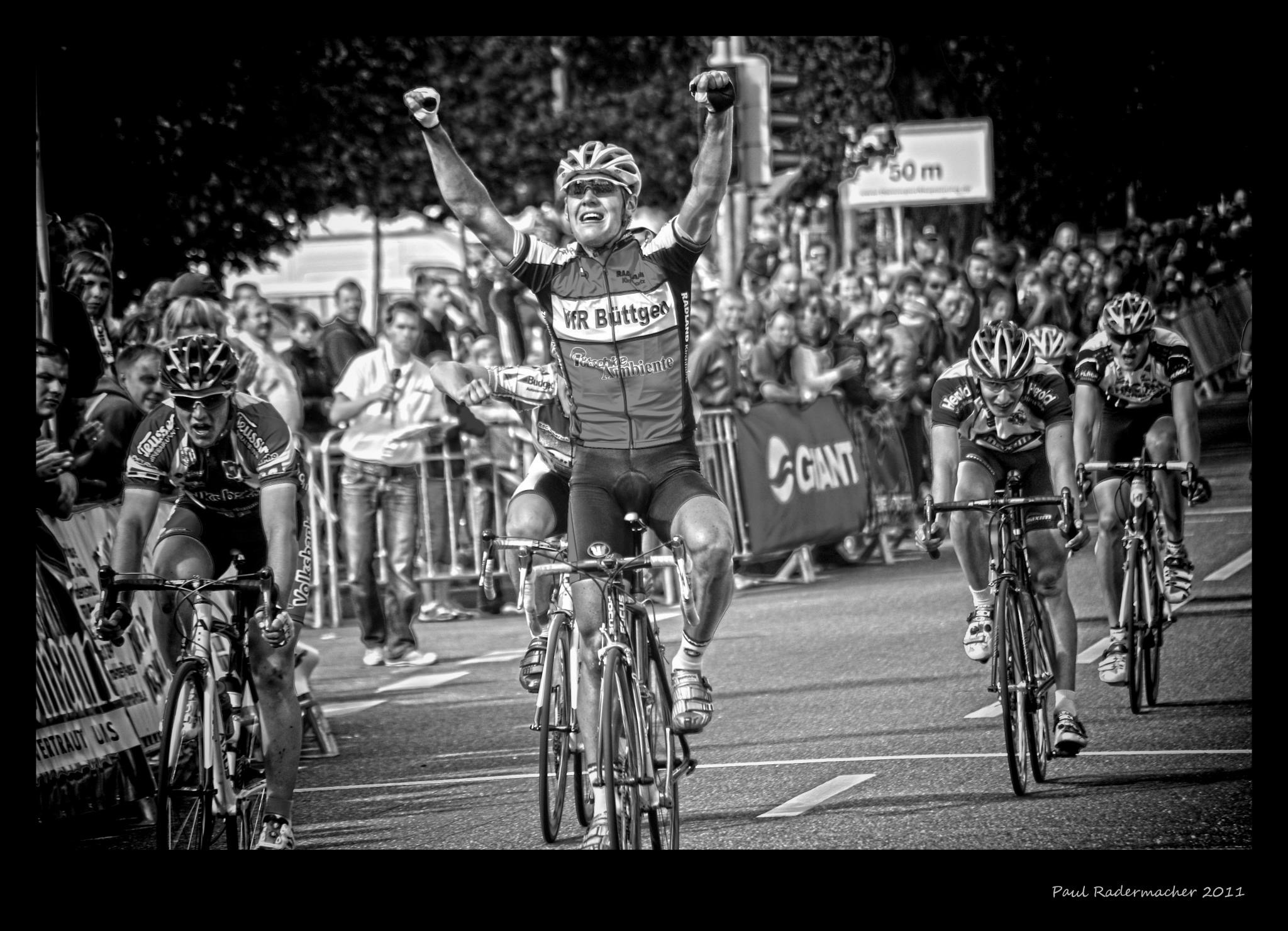
Deutsche Meisterschaft 2005 Straßenrennen

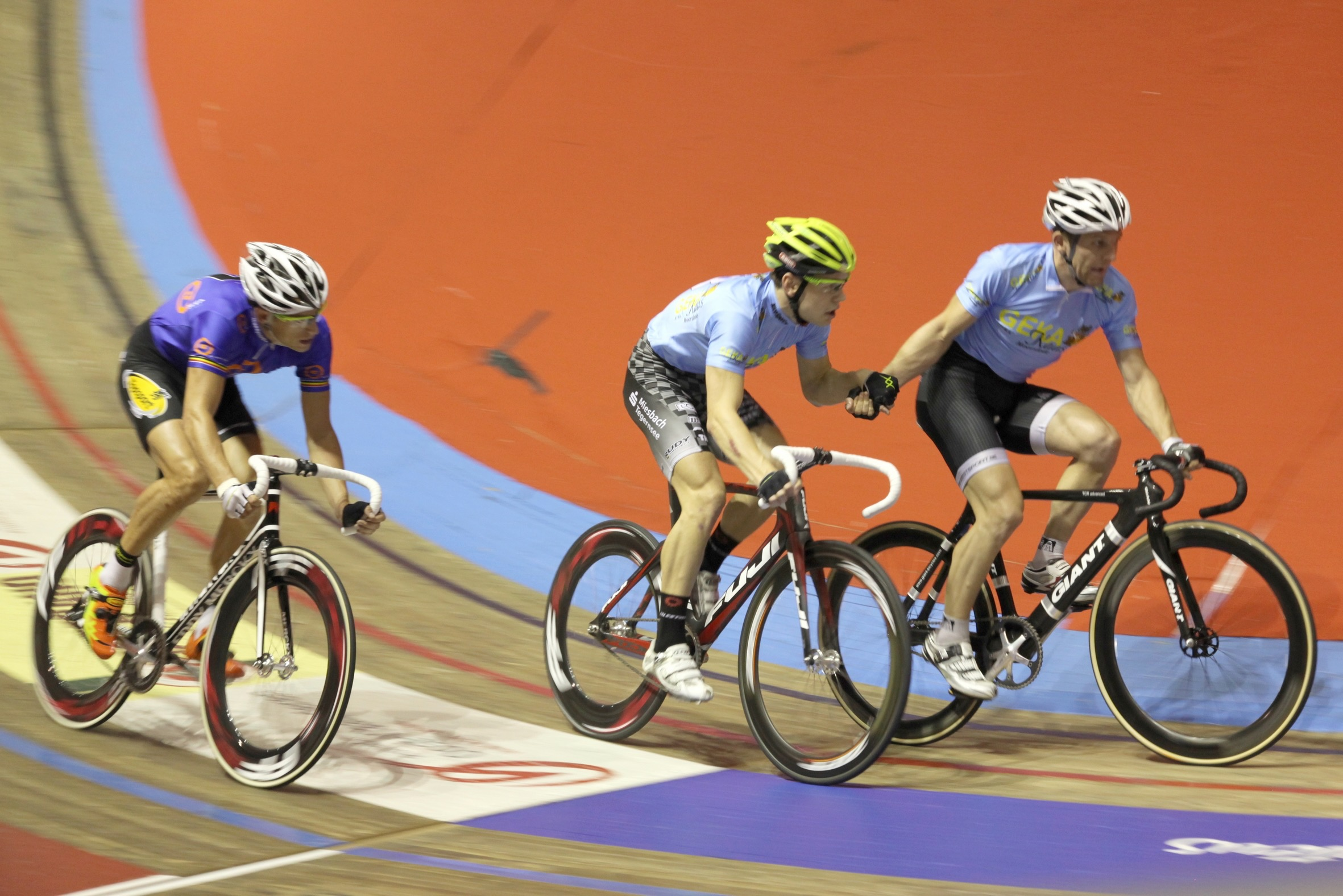
6 Tagerennen in Gent (2012) Paarung: Stahr/Müller

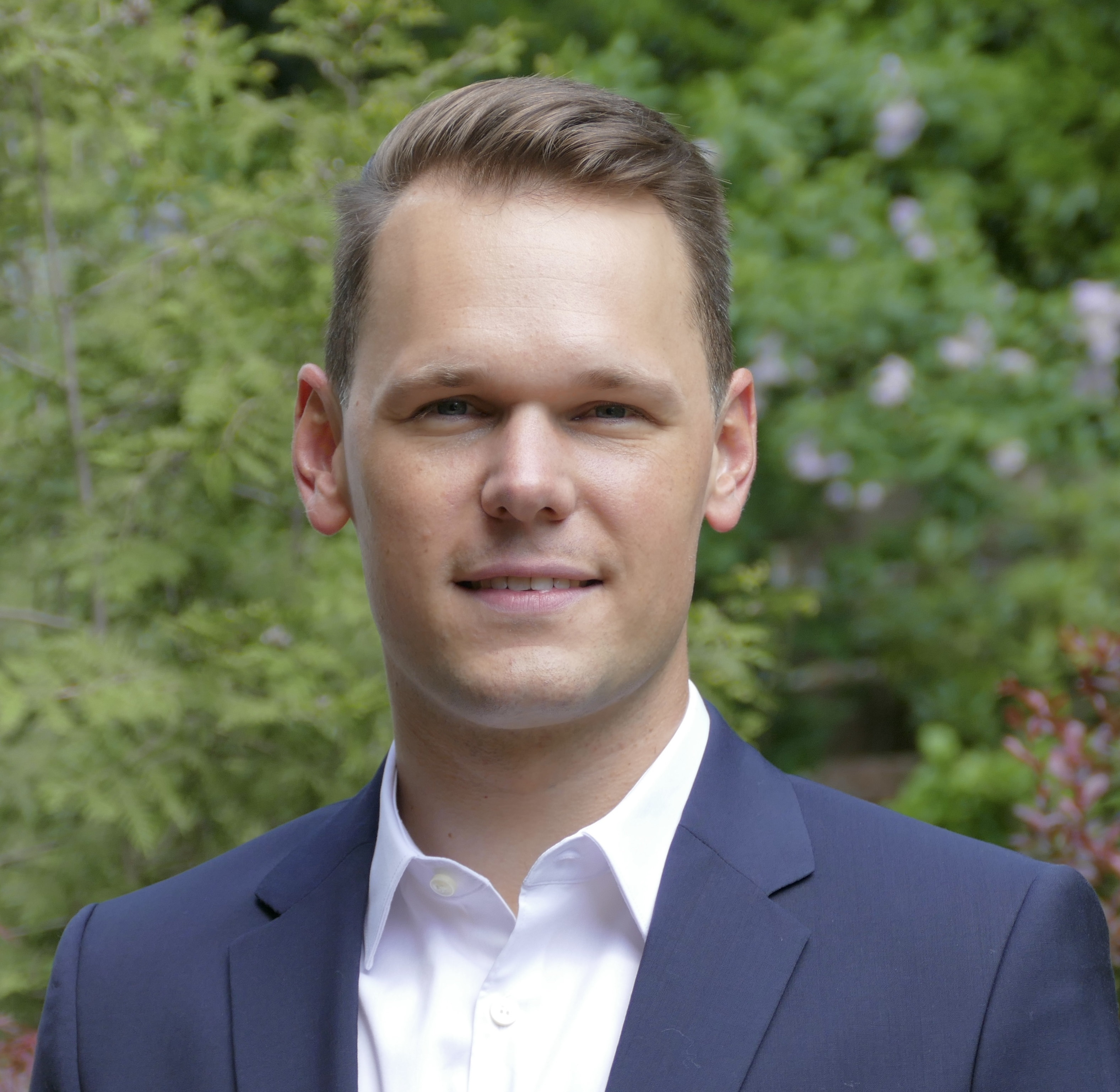
Max Stahr (2021)

Max Stahr (* 6. Februar 1991 in Duisburg) ist ein ehemaliger deutscher Bahn- und Straßenradrennfahrer und heutiger Kommunalpolitiker der CDU.

## Biographie

### Sportliche Laufbahn
Max Stahr wuchs in Dinslaken auf und besuchte dort die Ernst-Barlach Gesamtschule. Um sich der sportlichen Karriere zu widmen, zog er im Alter von 16 Jahren zu seinem damaligen Trainer nach Büttgen. Sein Fachhochschulstudium absolvierte er in einer Sportförderklasse am Alfred-Müller-Armack-Berufskolleg in Köln.
Max Stahr begann 2004 in der Altersklasse Schüler beim VfR Büttgen 1912. Er wurde 2005 erstmals deutscher U15-Meister im Straßenrennen. Diesen Erfolg konnte er 2009 bei den Junioren wiederholen. Auf der Bahn wurde er 2006 deutscher U17-Meister im 500-Meter-Zeitfahren. Diesen Erfolg konnte er 2007 wiederholen und gewann zudem das Punktefahren. 2009 wurde er deutscher U19-Meister auf der Straße, im Punktefahren und im Madison.
Bei den deutschen Bahn-Meisterschaften 2011 im Berliner Velodrom wurde Max Stahr Zweiter im Punktefahren der Elite.
Auf der Straße gewann er im Laufe seiner sportlichen Karriere rund 150 Siege neben seinen deutschen Meistertiteln. Auf der Bahn wurde er 13-mal Landesmeister. In den Jahren 2008 und 2009 war er Teilnehmer der Bahn-Junioren-Weltmeisterschaften. Bei den Weltmeisterschaften 2008 in Kapstadt belegte er den fünften Platz im Omnium sowie 2009 in Moskau den siebten Platz im Punktefahren. 2012 wurde er gemeinsam mit Benjamin Edmüller Siebter im Viertagerennen von Grenoble. Beim Sechstagerennen von Gent bestritt er gemeinsam mit Andreas Müller ein weiteres Elite-Sechstagerennen und wurde dort Zwölfter.
Stahr war Mitglied der deutschen Bahnnationalmannschaft von 2006 bis 2011.

### Werdegang nach dem Sport
Nach seinem Studienabschluss der Betriebswirtschaftslehre wurde Stahr in der Verwaltung von NRW tätig, seit 2022 als Beamter. 2020 wurde er als Kandidat für die CDU in die Essener Bezirksvertretung IX gewählt.

## Erfolge

### Straße
2005
- Deutscher Meister – Straßenrennen (Schüler)

2009
- Deutscher Meister – Straßenrennen (Junioren)

### Bahn
2006
- Deutsche Meisterschaft – Punktefahren (Jugend)
- Deutscher Meister – 500 Meter Zeitfahren (Jugend)

2007
- Deutscher Meister – Punktefahren (Jugend)
- Deutscher Meister – 500 Meter Zeitfahren (Jugend)

2009
- Deutscher Meister – Punktefahren (Junioren)
- Deutscher Meister – Madison (Junioren) mit Jan Radermacher

2011
- UIV Cup – Rotterdam (mit Barry Markus)[5]